# Molong
Molong is een plaats in de Australische deelstaat New South Wales en telt 2135 inwoners (2007).